# Make love, not war

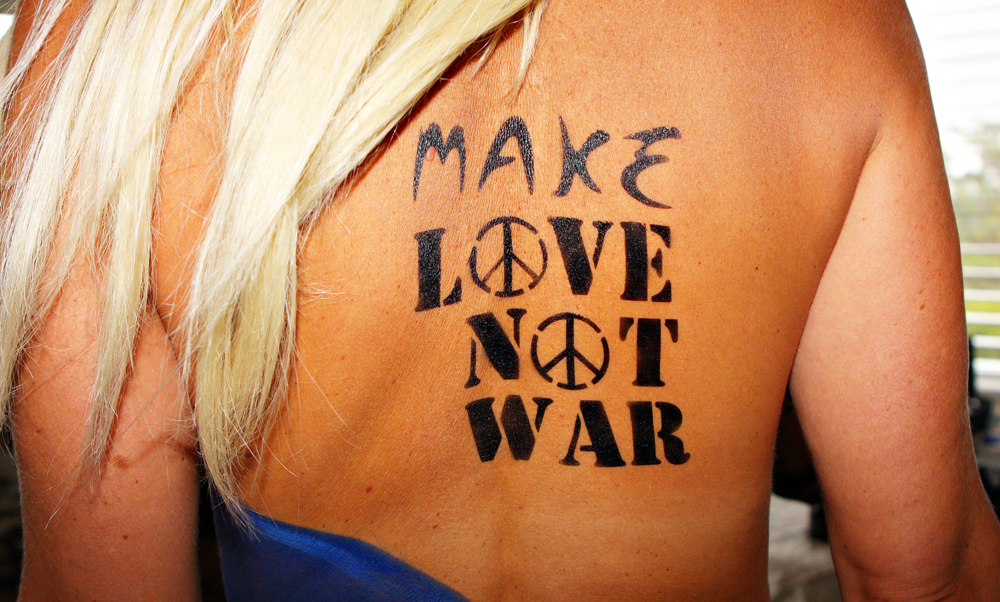
Körperkunst „Make Love Not War“

Make love, not war (Engl.: Macht Liebe, nicht Krieg) entstand um 1967 als Slogan von Hippies und einer Antikriegsbewegung aus Protest gegen den Kalten Krieg und den Vietnamkrieg. Bekannt wurde der Slogan durch die öffentlich wirksamen Performances, den sogenannten Bed-Ins der Künstler Yoko Ono und John Lennon. Der Spruch wurde dann in der Mode vermarktet und war als Button und aufgedruckt auf T-Shirts zu erwerben.

## Geschichte
In der griechischen Komödie Lysistrata wird das Thema, Liebe anstatt Krieg zu machen, bereits thematisiert. Theoretisch hat Wilhelm Reich mit seiner Analyse der von ihm so bezeichneten sexuellen Zwangsmoral und seinen Schriften zur sexuellen Revolution zur Idee der freien Liebe beigetragen.
Die Erfindung des Ausspruchs selbst reklamiert der US-amerikanische Sozialkritiker George Alexander Legman (1917–1999) für sich, wie er 1963 während einer Vorlesung an der Ohio University vermeldete.
Im Musical Hair lässt der Drehbuchschreiber den Protagonisten in der deutschen Fassung angesichts seiner Weigerung, am Vietnamkrieg teilzunehmen, analog zu dem Wahlspruch sagen: „Bumsen statt Bomben“.
1967 antwortete der damalige kalifornische Gouverneur Ronald Reagan mit den Worten „Diese Leute [Protestierende] schreien make love not war. Sie sehen aus als könnten sie keines von beiden“. Reagans Äußerung wurde damals von Anhängern der Bewegung als Provokation empfunden.

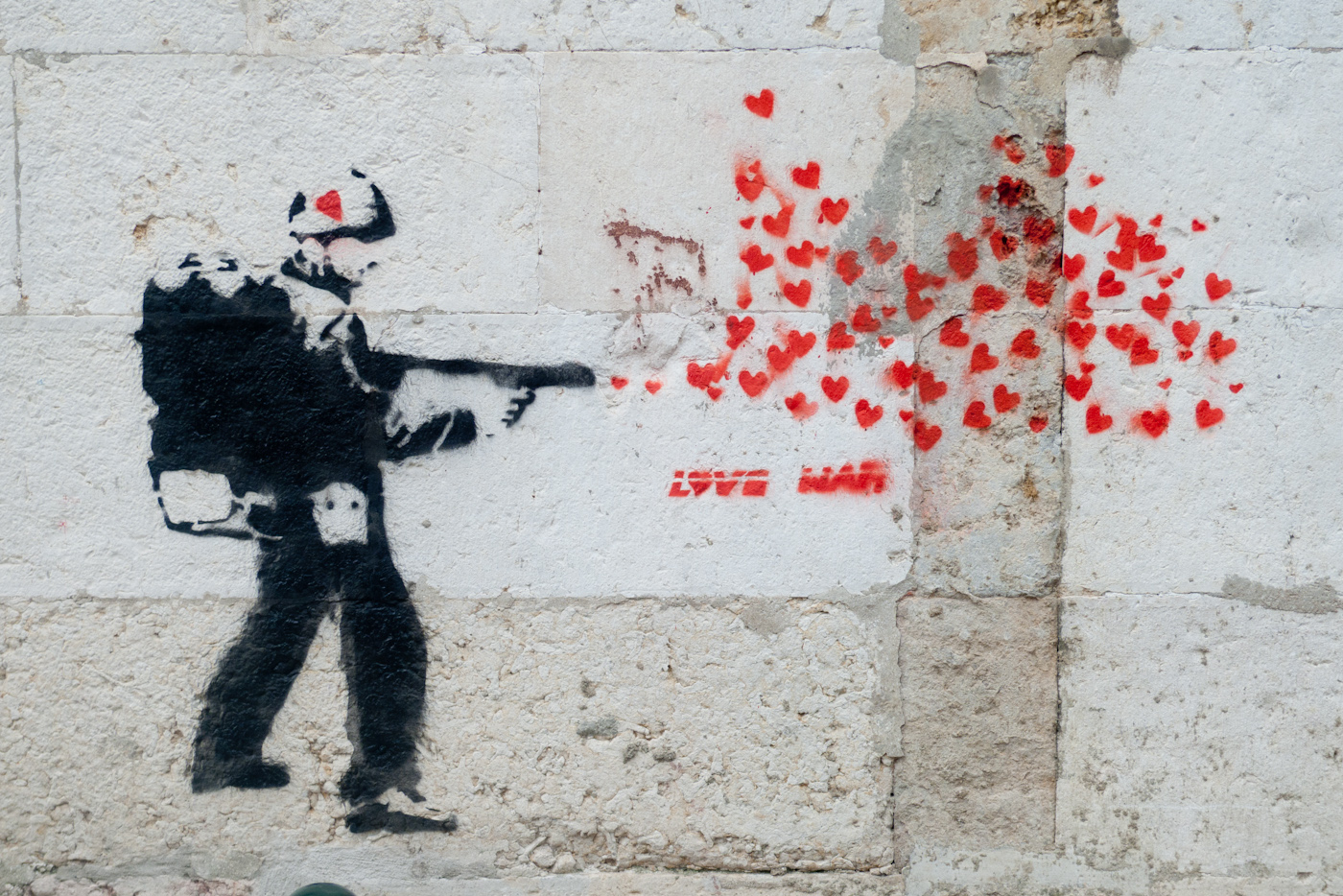
Banksy, Love/War

Das Motto Make Love, Not War taucht bis heute weltweit immer wieder als Wahlspruch verschiedener Kampagnen auf und findet sich in Merchandise-Objekten, Malerei und Fotografie, Poesie und Körperkunst. Hierbei löst sich der Liebesbegriff mitunter vom sexuellen „Liebe machen“ und wird auf den Begriff der Nächstenliebe übertragen, wenngleich das nicht der eigentlichen Bedeutung des Begriffes „to make love“ entspricht. 
Umgekehrt wird der Kriegsbegriff nicht selten auf andere Formen von Gewalt und Unterdrückung ausgedehnt. Heute macht besonders der Streetart-Künstler Banksy diese Gegenüberstellung von Liebe und Krieg/Gewalt wiederholt zum Thema seiner Werke, indem er Militärisches mit Symbolen von Liebe, Hoffnung und Unschuld kombiniert.

## Adaption
1996 wurde der Wahlspruch vom Hardcore-Techno-Produzenten 3 Steps Ahead in seinem Lied Gabbers Unite verwendet, das sich gegen Verfeindungen innerhalb der Gabberszene richtet. 2007 wurde der Slogan umgewandelt in der Folge Make Love, Not Warcraft von South Park verwendet, um auf die Onlinesucht des Spiels World of Warcraft aufmerksam zu machen.